# Talhandak
Talhandak es una población que pertenece a la comuna de Tessalit en la región de Kidal situada en el desierto del Sahara a 150 kilómetros al noroeste de Tessalit y a 20 kilómetros de Tintiska en el norte de Malí. También está situado a 20 kilómetros de la frontera con Argelina y próximo a la localidad argelina de Timiaouine.
La zona se encuentra en la zona de combates entre el ejército de Malí y el ejército francés contra los grupos terroristas yihadistas. 

## Conflicto en el norte de Malí

Mapa conflicto de Malí en 2013

Talhandak está situado en una zona estratégica en el norte de Malí cerca de la frontera con Argelia donde se ubica una parte de la insurgencia tuareg, hay presencia de grupos yihadistas y es punto de acceso también de tráfico de migrantes.
En 2013 al inicio de la intervención militar en Malí Talhandak acogía a más de 4000 personas refugiadas (700 hogares) desplazadas sobre todo de Boghassa, Abeïbara, Anéfif y Essouk.
A finales de 2015 fue el escenario del asalto del grupo Ansar Dine y AQMI contra el Movimiento Nacional de Liberación del Azawad quien supuestamente tenía un puesto en Talhandak.
En junio de 2020 se hizo especialmente conocido por ser el lugar donde fue abatido uno de los terroristas más buscados del Sahel, Abdelmalek Droukdel líder de Al Qaeda en el Magreb Islámico en una operación de las fuerzas especiales francesas.